# Тенеси (линеен кораб, 1919)
Тенеси (на английски: USS Tennessee (BB-43)) е линеен кораб на САЩ, главен кораб на типа „Тенеси“. Става третият по ред кораб във ВМС, кръстен в чест на 16-ия щат на САЩ. Линкорът е повреден по време на нападението над Пърл Харбър през декември 1941 г., но е ремонтиран и модернизиран. По време на войната в Тихия океан участва в бомбардировките над Алеутски острови, остров Тарава, Маршаловите острови, Марианските и Филипинските острови, островите Иво Джима и Окинава. На 25 октомври „Тенеси“ взема участие в сражението в пролива Суригао.
След края на Втората световна война „Тенеси“ е изваден в резерва, а през 1959 г. линкорът е окончателно отписан от флота.

## Строителство
Килът на линкора „Тенеси“ е заложен на 14 май 1917 г. е Ню Йоркската военноморска корабостроителница. Спуснат е на вода на 30 април 1919 г. Бутилката в борда разбива мис Хелен Ленор Робъртс – дъщеря на губернатора Тенеси Алберт H. Робъртс. Въведен е в експлоатация на 3 юни 1920 г., първият командир на новия линкор е Ричард H. Ли.
В резултат на продължителни експерименти и изпитания, защитата на подводната част на корпуса на линкора и системата за управление на огъня са значително по-съвършени, отколкото при предшествениците му.

## История на службата

### Довоенен период
След влизането в строй, от 15 до 23 октомври 1920 г., линкорът преминава изпитания.
По време на престой в Ню Йорк, на 30 октомври, на „Тенеси“ се случва взрив тристотинкиловатов електрически генератор. Взривът напълно унищожава турбините и ранява двама машинисти. След ремонт, на 26 февруари 1921 г., линкорът отплава от Ню Йорк за Гуантанамо където продължава изпитанията си.
Преминавайки през Панамския канал, на 17 юни 1921 г. „Тенеси“ пристига в Сан Педро, Калифорния, където прекарва следващите 19 години.
Корабът влиза в състава на линейните сили на Тихоокеанския флот на Съединените щати, където служи до началото на Втората световна война. В Тихия океан линкорът се занимава с бойна подготовка участвайки в ежегодните широкомащабни военни игри. „Тенеси“ има голяма роля в тези бойни упражнения. По време на тренировките линкорът многократно изпълнява бойни стрелби по кораби-мишени, провеждайки обучения на екипажа в обстановка, близка до бойната.
В периода 1922 – 1923 г. линкорът спечелва състезание по ефективност на стрелбата, събирайки максимален брой точки.
През 1923 и 1924 г., той отново печели това състезание, а също получава „Вимпела за бойна ефективност“ – за най-големия възможен сумарен бал за артилерийски огън.
През 1925 г. „Тенеси“ взема участие в съвместните морски маневри на армията и флота за проверка на отбранителната способност на Хавайските острови.
В течение на периода 1929 – 1930 г. линкорът преминава модернизация, в резултат на която осем 76 мм зенитни оръдия са заменени с осем 127-мм/25.
През пролетта на 1940 г. ученията се провеждат на Хавайските острови. Поради разтящата заплаха от страна на Япония линейните сили на флота остават в Пърл Харбър.
След основен ремонт във военната корабостроителница в залива Пюджет Саунд, на 12 август 1940 г., „Тенеси“ отплава за Хаваите.
Ученията, планирани за пролетта на 1941 г., са отменени.

### Втора световна война
На 7 декември 1941 г. по време на нападението на Япония над Пърл Харбър линкорът се намира при о. Форд. Стоящият в съседство с „Тенеси“ линкор „Западна Вирджиния“ получава 9 торпедни попадения в средната част на корпуса и ляга на грунта. „Тенеси“ е затиснат от корпуса на „Западна Вирджиния“ към причалната стена и получава попадения от две авиобомби. Кулите на ГК №2 и №3 са извадени от строя. Загубите сред личния състав на линкора са: 5 загинали и 21 ранени. След неголям ремонт в Пърл Харбър, „Тенеси“ извършва преход към САЩ.

### Край на войната
След подписването на 2 септември 1945 г. на акта за капитулация на Япония, Втората световна война завършва.
Последната задача на линкора „Тенеси“ е прикриването на стоварването на окупационните войски в Япония. На 23 септември „Тенеси“ пристига до Японските острови. Екипажа на кораба има възможност да види корабите на Японския императорски флот, големите корабостроителници и бази и да огледат някои местни забележителности, преди на 16 октомври линкорът отплава за Сингапур. След това „Тенеси“ продължава своето дълго пътешествие към вкъщи през нос Добра Надежда, тъй като след модернизацията ширината на кораба много се увеличава и той не може да премине през Панамския канал.
Към четвъртата година от нападението над Пърл Харбър, линкорът „Тенеси“, пристига във Филаделфийската военноморска корабостроителница.

### Край на службата
След войната започва мащабно съкращаване на военноморския флот. „Тенеси“ попада в числото на корабите подлежащи на консервация. През 1946 г. на линкора са проведени работи за изваждането на кораба в резерва. На 14 февруари 1947 г., „Тенеси“ е изваден от състава на действащия флот и е поставен на съхранение. Линкорът престоява в резерв 12 години. На 1 март 1959 г., линкорът „Тенеси“ е изключен от състава на Военноморския регистър на корабоплаването. На 10 юли същата година е продаден за скрап.

## Награди
За времето на войната с Япония „Тенеси“ получава 10 бойни звезди за служба.